# Las cabezas trocadas
Las cabezas trocadas (en alemán: Die vertauschten Köpfe) en una novela corta del escritor alemán Thomas Mann publicada en 1940. La historia tiene como escenario la antigua India.

## Resumen
Shridaman es un comerciante de notables dones espirituales, con una cara noble sobre un cuerpo no endurecido por el ejercicio; en cambio Nanda es un herrero que pasa demasiado tiempo al aire libre para cuidar el ganado, y es fuerte y bello en el cuerpo, pero su rostro es afeado por una nariz que se describe como caprina. Ambos jóvenes pese a pertenecer a castas diferentes son buenos amigos desde la infancia. Durante un viaje en que ambos coinciden en el camino, encuentran bañándose en una laguna a Sita, una joven agraciada y bella. Al instante Shridaman queda cautivado con su belleza, y Nanda para satisfacer a su amigo, averigua quién es la joven y sus padres, los cuales resultan ser conocidos por él desde la infancia, concertando el futuro matrimonio entre Shridaman y Sita.
Luego del himeneo, la esposa no encuentra deleite en el cuerpo de Shridaman, sintiéndose atraída por el de Nanda en silencio. En su imaginación desea poder disfrutar del cuerpo de Nanda y no del de su esposo. Sita queda embarazada y la pareja junto a Nanda viajan para visitar a los padres de la joven. Shridaman se percata de no ser deseado por su esposa, y en una estancia que hacen cerca de un templo dedicado a la diosa Kali, Shridaman se separa de ellos para realizar una ofrenda a la diosa. Una vez allí, en medio de una crisis religiosa Shridaman decide quitarse la vida, lanzándose sobre su espada y quedando completamente decapitado. Cuando Nanda decide salir a buscar a su amigo por su tardanza, llega al templo y se encuentra la triste escena, que lo compromete como amigo fiel, a quitarse también la vida por medio de la decapitación. 
Un poco más tarde, Sita descubre los dos cadáveres, y piensa que ambos se han dado muerte entre sí. La joven trata de ahorcarse, pero interviene la diosa Kali, que le cuenta que los dos jóvenes se han sacrificado voluntariamente a su divinidad, y luego le permite a Sita restablecer la situación anterior, devolviéndole la vida a ambos jóvenes una vez que las cabezas y los cuerpos sean nuevamente unidos. Sita entonces trata de poner las dos cabezas cortadas en sus cuerpos, pero en su prisa y la emoción, intercambia las dos cabezas, quedando la cabeza de su esposo en el cuerpo atlético de Nanda y la de Nanda en la de su esposo.
Los tres luego del incidente se trasladan a preguntarle al sabio Kamadamana, un asceta que vive en el bosque, quién debe ser el esposo de Sita, si aquel que heredó la cabeza de Shridaman o aquel que ha heredado el cuerpo; la respuesta del sabio es que debe ser el que ha heredado su cabeza. Los dos hombres, cuya identidad coincide con la cabeza, parecen mirar hacia adelante a su nueva situación: Shridaman tiene ahora un cuerpo perfecto, con el que Sita adora tener relaciones y que le procura toda la felicidad. Nanda, decepcionado, se retira y se convierte en un ermitaño. Con el tiempo, sin embargo, incluso el nuevo cuerpo Shridaman, la falta de actividad física, empieza a hacerse flácido; Sita se da cuenta de que la cabeza y la influencia del cuerpo entre sí, y que la integridad humana no puede resultar de la adición órganos mecánicos.
Sita da a luz a Samadhi, un niño muy miope y, por tanto, apodado "Andhaka". Cuando Samadhi-Andhaka es de cuatro años de edad, Sita, aprovechando la lejanía de Shridaman en un viaje de negocio, decide viajar por Nanda para hacerle saber al niño, que fue generado a partir de su cuerpo. Sita y Nanda se ven abrumados por la pasión; "Pero la dicha nupcial de estos amantes duró sólo un día y una noche". Shridaman, que de vuelta a casa la encontró vacía, va hasta donde está Nanda para proponer una solución al problema que surge de la fidelidad de su esposa, si es a la cabeza o es a su viejo cuerpo. La única solución es el suicidio de los dos hombres y la muerte ritual de la viuda por el fuego iluminado. El hijo, amado por todos, se concentrará en las esferas espirituales y al convertirse en un adulto, llegaría hasta ser lector del rey de Benarés.